# Dimitri Nəzərov
Dimitri Nəzərov (Krasnoarmeysk, 4 aprile 1990) è un calciatore azero, centrocampista svincolato.

## Carriera

### Club
Ha sempre giocato in Germania, prima in quarta serie con le squadre riserva di Kaiserslautern ed Eintracht Francoforte, quindi in terza serie con il Preußen Münster e dal 2013 con il Karlsruhe in seconda serie.

### Nazionale
Ha esordito con la nazionale azera il 27 maggio 2014 nell'amichevole Stati Uniti-Azerbaigian (2-0).